# Palazzo Melissari
Palazzo Melissari, sede di residenze private e attività commerciali, occupa la parte ad angolo dell'isolato che affaccia sulle vie Palamolla e Torrione, nella parte alta del centro storico di Reggio Calabria.

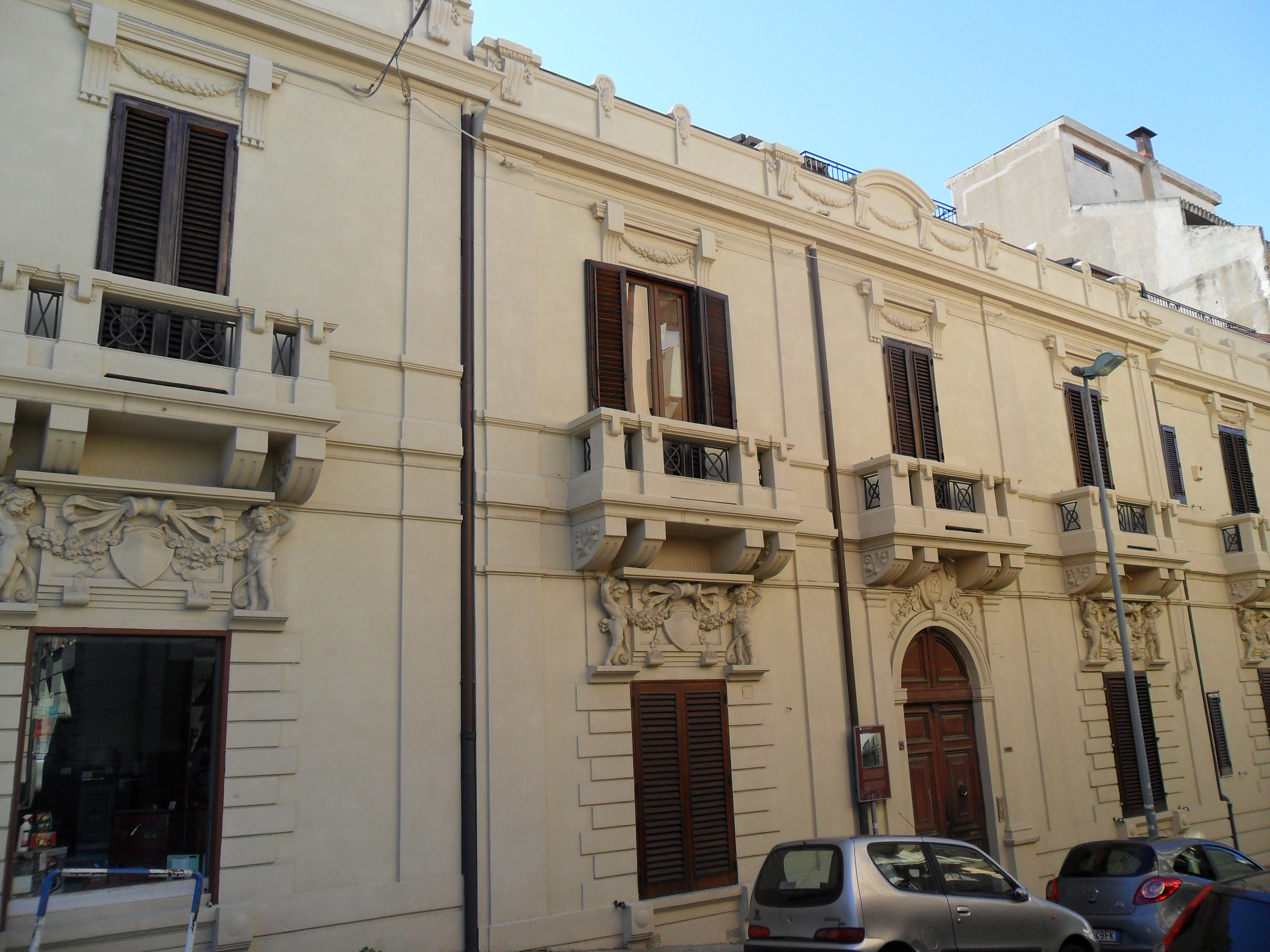
Prospetto su via Palamolla

## Storia
Il progetto iniziale fu redatto dall'ingegnere Raffaele Melissari con modifiche apportate da parte dall'ingegnere F. Carpano e fu ricostruito su una parte di corpo di fabbrica che aveva resistito al terremoto del 1908.

## Descrizione architettonica
Il manufatto architettonico si sviluppa su due livelli con un impianto planimetrico a forma di C che racchiude un cortile interno con accesso da via Palamolla e le scale che conducono agli appartamenti al piano superiore. I prospetti sono caratterizzati da elementi architettonici classici con un ritmo seriale di aperture e lesene, al piano terra le aperture sono architravate riccamente decorate con putti reggifestoni con ai lati cornici di bugnato tranne l'ingresso che è ad arco a tutto sesto ed in particolare su via Palamolla si presentano sfalsati per l'andamento del terreno; al piano superiore si ripetono in asse le aperture architravate più semplici nelle decorazioni a motivi floreali con balconi sorretti da mensole con elementi a motivi geometrici tra i pilastrini in ferro battuto, il tutto termina con il cornicione di gronda e la balaustra riccamente decorata.